# سويتسر (إنديانا)
سويتسر (بالإنجليزية: Sweetser town, Indiana)‏ هي بلدة تقع بولاية إنديانا في الولايات المتحدة. تبلغ مساحتها 2.62 كم2، وترتفع عن سطح البحر 257 م، بلغ عدد سكانها 1,229 نسمة في عام 2010 حسب إحصاء مكتب تعداد الولايات المتحدة وتصل الكثافة السكانية فيها 469.1 نسمة لكل كيلومتر مربع (1,215.0/ميل2).

## التركيبة السكانية
حدّد مكتب تعداد الولايات المتحدة بيانات التركيبة السكانية لسويتسر في تعداد الولايات المتحدة. في ما يلي، التركيبة السكانية حسب تعدادي 2000 و2010.

### تعداد عام 2000
بلغ عدد سكان سويتسر 906 نسمة بحسب تعداد عام 2000، وبلغ عدد الأسر 357 أسرة وعدد العائلات 270 عائلة مقيمة في البلدة. في حين سجلت الكثافة السكانية 345.8 نسمة لكل كيلومتر مربع (895.6/ميل2). وبلغ عدد الوحدات السكنية 371 وحدة بمتوسط كثافة قدره 141.6 لكل كيلومتر مربع (366.7/ميل2).
وتوزع التركيب العرقي للبلدة بنسبة 97.68% من البيض و0.44% من الأمريكيين الأصليين و0.11% من الأمريكيين ذوي الأصول الآسيوية و0.33% من الأعراق الأخرى و1.43% من عرقين مختلطين أو أكثر و2.10% من الهسبانيون أو اللاتينيون من أي عرق.
بلغ عدد الأسر 357 أسرة كانت نسبة 36.4% منها لديها أطفال تحت سن الثامنة عشر تعيش معهم، وبلغت نسبة الأزواج القاطنين مع بعضهم البعض 62.7% من أصل المجموع الكلي للأسر، ونسبة 10.1% من الأسر كان لديها معيلات من الإناث دون وجود شريك، بينما كانت نسبة 2.8% من الأسر لديها معيلون من الذكور دون وجود شريكة وكانت نسبة 24.4% من غير العائلات. تألفت نسبة 22.4% من أصل جميع الأسر من عدة أفراد يعيشون في نفس المنزل ونسبة 14.3% كانت تتألف من شخص يعيش بمفرده يبلغ من العمر 65 عاماً أو أكثر. وبلغ متوسط حجم الأسرة المعيشية 2.54، أما متوسط حجم العائلات فبلغ 2.97.
بلغ العمر الوسطي للسكان 40.4 عاماً. وكانت نسبة 26.5% من القاطنين تحت سن الثامنة عشر، وكانت نسبة 6.5% بين الثامنة عشر والرابعة والعشرين عاماً، ونسبة 26.3% كانت واقعةً في الفئة العمرية ما بين الخامسة والعشرين والرابعة والأربعين عاماً، ونسبة 24.7% كانت ما بين الخامسة والأربعين والرابعة والستين، ونسبة 16% كانت ضمن فئة الخامسة والستين عاماً فما فوق. يوجد لكل 100 أنثى 94.0 ذكر، ويوجد لكل 100 أنثى في الثامنة عشر من عمرها فما فوق 92.5 ذكر.
بلغ متوسط دخل الأسرة في البلدة 39,722 دولارًا، أما متوسط دخل العائلة فبلغ 49,327 دولارًا. وكان متوسط دخل الذكور 43,542 دولارًا مقابل 22,054 دولارًا للإناث. وسجل دخل الفرد الخاص بالبلدة 19,907 دولارًا. وكانت نسبة 3.9% من العائلات ونسبة 5% من السكان تحت خط الفقر، وكان من هؤلاء نسبة 7.4% تحت سن الثامنة عشر ونسبة 5.7% في الخامسة والستين من العمر وما فوق.

### تعداد عام 2010
بلغ عدد سكان سويتسر 1,229 نسمة بحسب تعداد عام 2010، وبلغ عدد الأسر 494 أسرة وعدد العائلات 364 عائلة مقيمة في البلدة. في حين سجلت الكثافة السكانية 469.1 نسمة لكل كيلومتر مربع (1,215.0/ميل2). وبلغ عدد الوحدات السكنية 532 وحدة بمتوسط كثافة قدره 203.1 لكل كيلومتر مربع (526.0/ميل2).
وتوزع التركيب العرقي للبلدة بنسبة 95.20% من البيض و0.41% من الأمريكيين الأفارقة و0.65% من الأمريكيين الأصليين و0.33% من الأمريكيين ذوي الأصول الآسيوية و1.95% من الأعراق الأخرى و1.46% من عرقين مختلطين أو أكثر و4.48% من الهسبانيون أو اللاتينيون من أي عرق.
بلغ عدد الأسر 494 أسرة كانت نسبة 32% منها لديها أطفال تحت سن الثامنة عشر تعيش معهم، وبلغت نسبة الأزواج القاطنين مع بعضهم البعض 60.5% من أصل المجموع الكلي للأسر، ونسبة 8.9% من الأسر كان لديها معيلات من الإناث دون وجود شريك، بينما كانت نسبة 4.3% من الأسر لديها معيلون من الذكور دون وجود شريكة وكانت نسبة 26.3% من غير العائلات. تألفت نسبة 22.7% من أصل جميع الأسر من عدة أفراد يعيشون في نفس المنزل ونسبة 10.5% كانت تتألف من شخص يعيش بمفرده يبلغ من العمر 65 عاماً أو أكثر. وبلغ متوسط حجم الأسرة المعيشية 2.49، أما متوسط حجم العائلات فبلغ 2.91.
بلغ العمر الوسطي للسكان 40.5 عاماً. وكانت نسبة 25.3% من القاطنين تحت سن الثامنة عشر، وكانت نسبة 7.3% بين الثامنة عشر والرابعة والعشرين عاماً، ونسبة 22.1% كانت واقعةً في الفئة العمرية ما بين الخامسة والعشرين والرابعة والأربعين عاماً، ونسبة 29.1% كانت ما بين الخامسة والأربعين والرابعة والستين، ونسبة 16.1% كانت ضمن فئة الخامسة والستين عاماً فما فوق. وتوزع التركيب الجنسي للسكان بنسبة 47.7% ذكور و52.3% إناث.

## وصلات خارجية
- الموقع الرسمي